# Купино (Самарская область)
Купино — село в Безенчукском районе Самарской области России.

## Население
| 2010 | 2012 | 2013 | 2014 | 2015 | 2016 |
| ---- | ---- | ---- | ---- | ---- | ---- |
| 873  | ↗888 | ↗917 | ↘881 | ↗925 | ↘913 |

## История
По данным 1859 года Купино — деревня удельная при речке Чернаве. Значится в 1 стане Самарского уезда Самарской губернии, на коммерческом тракте из Самары в Сызрань. Расположена в 50 верстах от губернского города Самара, в 12 верстах от квартиры станового пристава в селе Екатериновка. В деревне 110 дворов, 298 мужчин, 354 женщины.

## Современность
Клуб в селе Купино (архитектор Любовь Юрьевна Панина, Самара).